# Луковець (Літія)
Луковець (словен. Lukovec) — поселення в общині Літія, Осреднєсловенський регіон, Словенія. Висота над рівнем моря: 365 м.